# Les Fatals Picards
Les Fatals Picards sono un gruppo musicale rock francese formatosi nel 1998.
Nel 2007 il gruppo ha partecipato all'Eurovision Song Contest 2007 come rappresentante della Francia, presentando il brano L'amour à la français.

## Formazione
Attuale
- Paul Léger - voce
- Laurent Honel - chitarra, voce, basso
- Jean-Marc Sauvagnargues - batteria
- Yves Giraud - basso

Ex membri
- Ivan Callot - voce

## Discografia
- 2000 - Amiens c'est aussi le tien
- 2001 - Navet Maria
- 2003 - Droit de véto
- 2005 - Picardia Independenza
- 2008 - Public (live)
- 2009 - Le sens de la gravité
- 2011 - Coming Out
- 2011 - Fatals s/ scène
- 2013 - Septième ciel